# 卡斯托耳和波鲁克斯

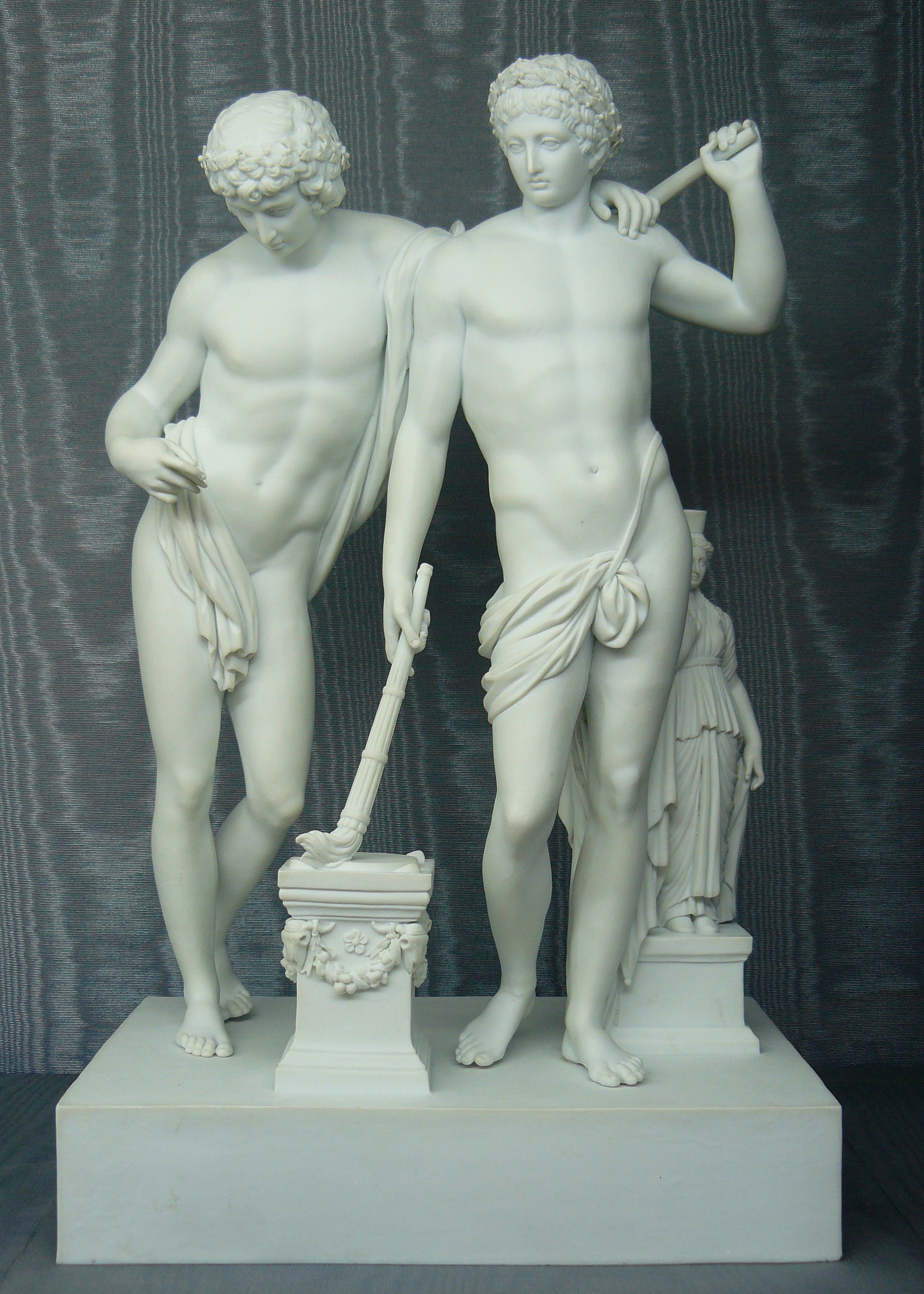
卡斯托耳和波鲁克斯雕像

在希腊和罗马神话中，卡斯托尔（希臘語：Κάστωρ）和波鲁克斯（拉丁語：Pollūx）或称波吕德乌刻斯（希臘語：Πολυδεύκης）是斯巴达王后勒达所生一对孪生兄弟，常被合称为狄奥斯库里兄弟（希臘語：Διόσκουροι），哥哥波鲁克斯的父亲是宙斯，拥有永恒的生命，弟弟卡斯托耳的父亲是斯巴达国王廷達柔斯，为凡人。兄弟俩都是是优秀的猎人和驯马师。他們的妹妹就是海伦，特洛伊戰爭傳說中的中心人物。

## 傳說

### 誕生
斯巴達國王廷達柔斯和王后勒達生了一對龍鳳雙胞胎，然而宙斯在勒達懷孕的那天，曾化身成天鵝引誘勒達；讓勒達同時也懷上了宙斯自己的孩子。因此在生下龍鳳胎的同時，勒達還生下了一顆蛋：從這顆蛋中孵出了另外一對龍鳳胎，也就是宙斯自己的孩子。就此勒達生出了兩對同母異父的龍鳳胎，一共四個兄弟姊妹：卡斯托與克呂泰涅斯特拉是廷達柔斯的孩子，而波路克斯與海倫則是宙斯所生，擁有永恆的生命。

### 事蹟
卡斯托和波路克斯感情很好，是與伊阿宋一同前往科爾喀斯索取金羊毛的眾阿爾戈英雄之一。當海倫被雅典國王忒修斯劫走後，兄弟兩人趁忒修斯與皮瑞蘇斯前往冥界之時率軍入侵忒修斯的王國，扶持墨尼修斯登上王位。

### 與麥西尼亞王子的紛爭
佛碧（Phoebe）與希萊拉（Hilaeira）是留基波斯的女兒。卡斯托和波路克斯驚於她們的美貌，強娶了兩人，和佛碧與希萊拉的未婚夫、麥西尼亞王子林叩斯與伊達斯發生衝突。在衝突中，卡斯托殺死了林叩斯，隨後自身亦被伊達斯所殺。悲傷的波路克斯希望父親宙斯能夠幫忙復活弟弟，但卡斯托是凡人之軀，沒有辦法就這樣復活。宙斯於是給了波路克斯兩個選擇：一個是繼續維持神的身份，繼續待在眾神的居住地奧林帕斯山；另一個是將他一半的神力分給弟弟，兩人輪流在奧林帕斯山與冥界居住。波路克斯選擇了後者，感動了宙斯。因此宙斯就將兩人變成星星，放到天上去，變成了星座雙子座。雙子座的兩顆主星北河二、北河三的名稱即來自於卡斯托耳和波鲁克斯。